# 탕엥철공창
탕엥철공창(중국어: 唐榮鐵工廠)은 중화민국의 철도 차량 제작 회사다.
1970년대에서 1980년대 초반까지 대한민국 철도청의 무궁화호 객차를 제작한 적이 있었다.

## 같이 보기
- 대만의 기업 목록